# Bromelia goyazensis
Bromelia goyazensis är en gräsväxtart som beskrevs av Carl Christian Mez. Bromelia goyazensis ingår i släktet Bromelia och familjen Bromeliaceae. Inga underarter finns listade i Catalogue of Life.